# Lychener Gewässer
Das Lychener Gewässer im Norden des Bundeslandes Brandenburg ist ein Nebenfluss der Havel und eine Zweigstrecke der Oberen Havel-Wasserstraße (OHW).
Als Bundeswasserstraße ist es 8,17 km lang, als hydrografisch definierter Wasserlauf jedoch 33,9 km. Der Abschnitt vom Himmelpforter Haussee stromauf bis zum Großen Lychensee heißt Woblitz, der Abschnitt vom Lychener Oberpfuhl bis zum Großen Küstrinsee in alten Messtischblättern Küstrinchener Bach, der von diesem langgestreckten See bis zum Großen Baberowsee Schleusengraben und oberhalb des Großen Warthesees Beetgraben.

## Hydrologie
Das Lychener Gewässer trägt die Gewässerkennzahl 5812.
Das Oberflächeneinzugsgebiet hat eine Ausdehnung von nominell 205 km².
Das tatsächlich Einzugsgebiet ist noch größer als das nominelle, da das Lychener Gewässer auf zweierlei Wegen Wasser aus den Feldberger Seen erhält, die als Quellgegebiet des Stroms gerechnet werden: Es gibt einen stetigen Grundwasserstrom aus dem Dreetzsee in den Krüselinsee, dessen Wasser durch den Mechowbach in das westliche Ende des Großen Küstrinsees fließt. Außerdem gibt es einen Oberflächenabfluss aus dem Carwitzer See in die als Wasserspeicher zusammengefassten Seen westlich von Boitzenburg, aus denen zwar das meiste Wasser durch den Strom weiterfließt, ein gewisser Teil aber durch den Hausseebruchgraben in das Lychener Gewässer oberhalb des Großen Küstrinsees geleitet wird.

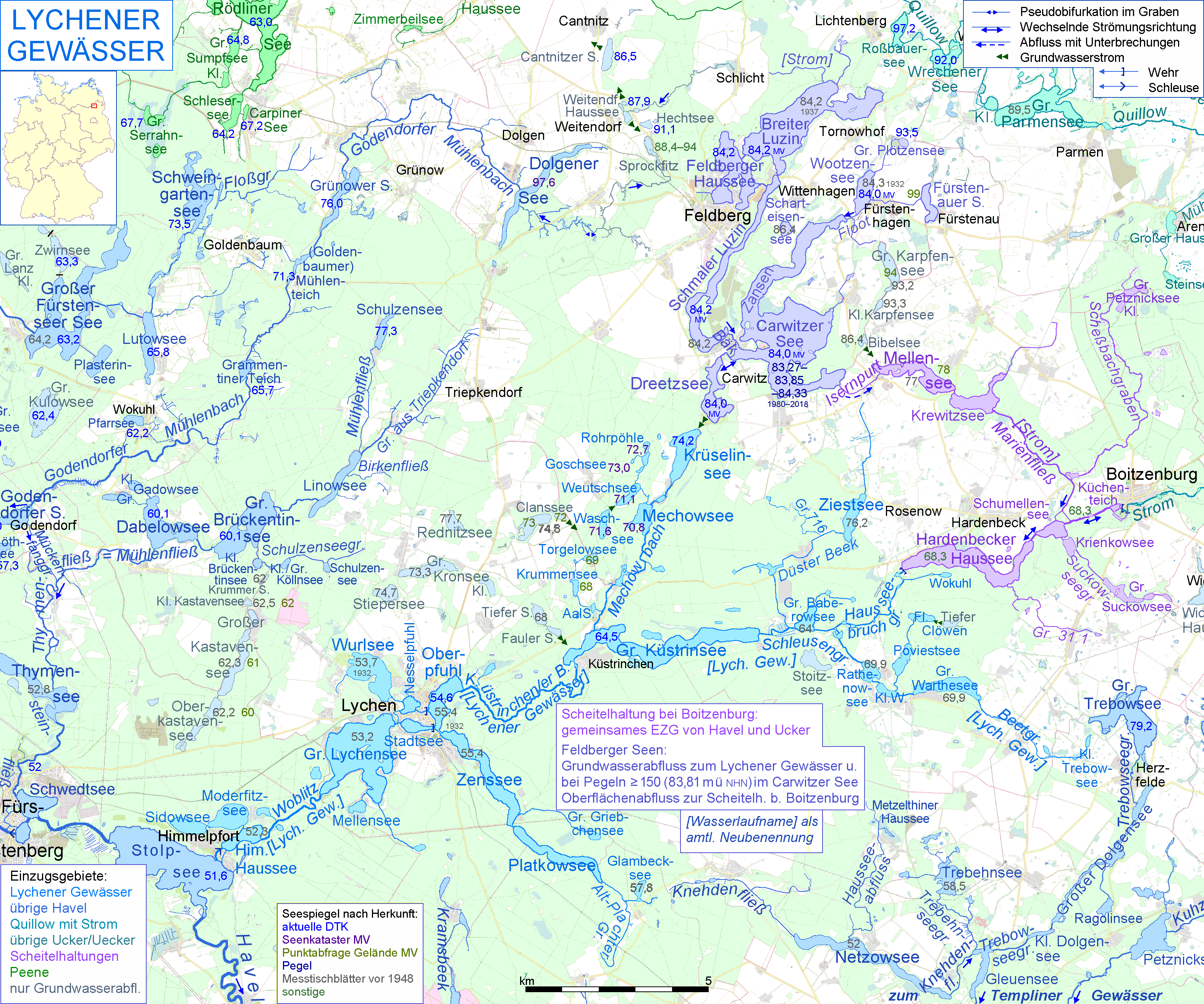
Das Lychener Gewässer (grell blau), abgesehen von einem kleinen eigenen Oerblauf westlicher Abflussweg der Feldberger Seen (lila) und der Scheitelhaltung bei Boitzenburg (pink)

## Schifffahrtsweg
Die Bundeswasserstraße beginnt bei Himmelpfort, im nordöstlichen Teil des Stolpsees, und endet in Lychen. Sie nutzt den Verlauf der Woblitz, um den Himmelpforter Haussee, den Großen Lychensee und den Lychener Stadtsee miteinander zu verbinden. Der Höhenunterschied zum Stolpsee wird durch die Schleuse Himmelpfort ausgeglichen. Die Lychener Gewässer gehören zur Binnenschiffsklasse I und werden vom Wasserstraßen- und Schifffahrtsamt Eberswalde unterhalten.

## Geschichte
Die Lychener Gewässer zweigen am Kilometer 55,00 linksseitig aus der Oberen Havel-Wasserstraße ab. Nach Darstellungen auf alten Karten waren sie bereits im 17. Jahrhundert schiffbar. Der Vorläufer der 1976 rekonstruierten Schleuse Himmelpfort wurde 1907 erbaut. Eine erste Schleuse entstand zwischen 1879 und 1882 im Schleusengraben am alten Brauhaus. Der originale Abfluss des Haussees war der Mühlgraben, versperrt durch ein Wehr und einer Mühle mit späterer Stromerzeugung.